# Письма из Франции (Фонвизин)
«Письма из Франции» — условное название двух циклов писем Дениса Фонвизина из заграничной поездки в 1777—1778 годах.

## Название и публикация
Принятое в литературоведении название «Письма из Франции» было предложено Георгием Пантелеймоновичем Макогоненко для публикации в 1950 году циклов из 16 писем Фонвизина к сестре Феодосии Ивановне, в замужестве Аргамаковой (одно из Варшавы, три из Монпелье, четыре из Парижа), и генералу Петру Ивановичу Панину (четыре из Монпелье, три из Парижа и одно из Ахена). Письма к Панину, очевидно, с самого начала не носили частного характера, распространялись в списках, благодаря чему были известны Карамзину, имевшему их в виду при написании «Писем русского путешественника». Сам автор, по-видимому, собирался назвать их «Записками первого путешествия», так как подобное название встречается в сохранившихся отрывках черновиков и в проспекте 1788 года к планировавшемуся изданию собрания сочинений.
В 1798 году Иван Петрович Пнин и Александр Федосеевич Бестужев опубликовали в Санкт-Петербургском журнале два письма (из Парижа и Ахена), а в 1806 году шесть писем (с большим количеством ошибок и купюр) были изданы Михаилом Трофимовичем Каченовским в Вестнике Европы как «Письма из Франции к одному вельможе в Москву». В 1817 году три последних письма по тексту 1806 года были перепечатаны в шестой части «Образцовых сочинений и переводов» под тем же заглавием.

## Французский вояж Фонвизиных
Свою вторую заграничную поездку Денис Фонвизин предпринял летом 1777 — осенью 1778 с целью лечения супруги, страдавшей от солитера. Кое кто из современников полагал, что это был лишь формальный предлог для столь длительного путешествия, действительной же причиной, как утверждает Дмитрий Николаевич Бантыш-Каменский, стало неосторожное слово писателя, задевшего фаворита императрицы Григория Александровича Потёмкина, после чего Фонвизину пришлось испросить длительный заграничный отпуск. Мнение советских исследователей (Георгия Пантелеймоновича Макогоненко, Любови Ивановны Кулаковой) о тайной дипломатической миссии  секретаря и доверенного лица президента Коллегии иностранных дел Никиты Ивановича Панина, связанной с готовившейся англо-французской войной, остается спорным и ставится под сомнение французскими авторами.

## Польша
8 июля 1777 Денис Фонвизин покинул столицу, вначале отправившись в свое имение. Выехав 19 августа из Смоленска, первую остановку супруги сделали в городе Красном, «который похуже немного всякой скверной деревни» и где повар местного градоначальника угостил путешественников отравой, которую Фонвизин обещал вовек не забыть. 22-го пересекли границу у Толочина, 24-го перешли Березину, по которой проходила граница Польской Белоруссии и Литвы, и на следующий день прибыли в Минск, показавшийся Фонвизину немногим лучше русской Вязьмы. 27-го не без приключений добрались до Столбцов, где находились мощи святого Фабиана и священники дурили народ, изгоняя с их помощью чертей из беснующихся. По этому поводу автор замечает, что «удивления достойно, какие плуты, из каких плутов ничего не изгоняя, обогащаются и купаются в душах таких простаков, каковы поляки». До тех пор дорога проходила через еврейские районы Речи Посполитой и по мнению Фонвизина вообще вся Польша принадлежала жидам и попам. 28-го обедали в местечке Полонечно у Радзивила, а на следующий день в Слониме, резиденции гетмана Литовского. 2 сентября были в Бельске, 3-го в Венгрове, где их принял университетский товарищ Фонвизина князь Солнцев, командовавший в том городе русскими войсками. 5 сентября, проделав 900 верст, прибыли в Варшаву, показавшуюся автору очень похожей на Москву.
В польской столице супруги пробыли две недели, ежедневно встречались с русским послом графом Отто Магнусом Штакельбергом, командиром русского оккупационного корпуса генералом  Аврамом Ивановичем Романусом, и Фонвизин был представлен польскому королю Станиславу Августу Понятовскому, наслышанному о его известности в России. О местном светском обществе русский комедиограф отзывается как о крайне развращенном; по его словам «часто в компании найдёшь мужа с двумя женами: с тою, с которою живёт, и 
с тою, с которою развёлся. Развестись с женою или сбросить башмак с ноги — здесь все равно», дворяне дерутся на дуэлях по любому поводу, но местные комедийные спектакли Фонвизин похвалил, хотя и высокомерно бросил, что «польский язык в наших ушах кажется так смешон и подл, что мы помираем со смеху во всю пиесу».

## Германия
Проведя три недели за осмотром достопримечательностей Дрездена, Фонвизин прибыл в Лейпциг уже по окончании ярмарки, и этого момента дал волю своей язвительности:

Я нашел сей город наполненным учеными людьми. Иные из них почитают главным своим и человеческим достоинством то, что умеют говорить по- латыни, чему, однако ж, во времена Цицероновы умели и пятилетние ребята; другие, вознесясь мысленно на небеса, не смыслят ничего, что делается на земле; иные весьма твердо знают артифициальную логику, имея крайний недостаток в натуральной; словом — Лейпциг доказывает неоспоримо, что ученость не родит разума.— Письмо П. И. Панину. Монпелье, 22.11 (3.12).1777
В итоге Лейпциг показался путешественникам настолько же скучным, насколько был весел Дрезден.
Во Франкфурте-на-Майне он посетил императорскую электоральную палату, а в «имперской архиве» видел Золотую буллу Карла IV. Дальше путь пролегал через мелкие германские княжества Ханау, Майнц, Фульду, Саксен-Готу, Эйзенах. На дорогах часто отсутствовало мощение, но соответствующий сбор требовали аккуратно, а на вопрос путешественника, карету которого в очередной раз вытащили из грязи: «где же мостовая, за которую вы берете деньги?», следовал ответ, что местный князь намерен её устроить в будущем, но деньги собирает уже сейчас. В Мангейме Фонвизин представился дружественному Российскому двору курфюрсту Карлу Теодору, с которым отобедал, а сам город нашел лучшим во всей Германии, что объяснил его пограничным положением и сильным французским влиянием.

## Франция
В полумиле от Мангейма начиналась французская территория. Первым городом, через который проехали путешественники, был Ландау, при въезде в который «ошибла нас мерзкая вонь, так что мы не могли уже никак усомниться, что приехали во Францию. Словом, о чистоте не имеют здесь нигде ниже понятия, — все изволят лить из окон на улицу, и кто не хочет задохнуться, тот, конечно, окна не отворяет». В Страсбурге Фонвизин увидел «мавзолею» маршала де Сакса («верх искусства человеческого»), наблюдал католическую панихиду, едва удержавшись от хохота при виде напудренных попов в париках, готическая же колокольня Страсбургского собора, «сквозная и дырчатая», будто готовая развалиться, привела его в недоумение.
Проехав Страсбург, Безансон, Бурк-ан-Брес, Фонвизин добрался до Лиона. Французские дороги были очень хороши, но городские улицы повсюду узки и загажены нечистотами. В Лионе на самой главной и широкой улице путешественник наткнулся на толпу людей, зарезавших свинью и без всякого смущения посреди дороги опалявших ей щетину. По этому поводу Фонвизин пишет, что невозможно представить, как бы петербургская полиция позволила производить такое действо где-нибудь на Миллионной. Знаменитые ткацкие мануфактуры, а также лионские храмы, наполненные картинами великих художников, привели автора в искреннее восхищение, сам же Лион, где ширина Роны сравнима с Невой, напомнил ему Петербург, хотя гранитная лионская набережная была значительно хуже. Из Лиона вояжёры направились по реке до Пон-Сент-Эспри, а оттуда через Ним проехали до Монпелье.

## Монпелье
В столице Нижнего Лангедока, славной своей медицинской школой и чудесным климатом в зимние месяцы, госпожа Фонвизина пользовалась услугами лучших в Европе специалистов, сумевших выгнать из ее организма опасного паразита, который после тщательного изучения послужил науке в качестве ислледовательского образца при написании диссертации.
Лекарство, данное графом Сен-Жерменом, не дало никакого результата, лишь убедив Фонвизина в том, что перед ним «весьма чудная тварь» и необыкновенный шарлатан. Письмо, в котором этот авантюрист обещал русскому чиновнику золотые горы, тот переслал генералу Панину, а по поводу прожектов, суливших обогащение российской казне, посоветовал адресоваться к русскому министру в Дрездене.
В период пребывания Фонвизиных в городе собралось блестящее общество, так как в это время там проходили Штаты Лангедока. Как министерский чиновник, Фонвизин направил своему патрону отчет об этом событии, а также подробно описал это архаичное действо и своим корреспондентам. Формально штаты должны были в течение двух месяцев обсуждать административные вопросы провинции, но, по словам путешественника, все мероприятие свелось к сбору в королевскую казну налога, высокопарно именовавшегося «добровольным даром» (bon gtatuit), и который в любом случае был бы выбит из населения, если надо, то силой. По мнению Фонвизина, его сумма в пересчете составляла 920 000 рублей. Председательствовали на собрании главнокомандующий в Лангедоке кавалер ордена Святого Духа граф Перигорский, архиепископ Нарбонский, наместники граф Монкан и виконт де Сент-При, первый барон и кавалер ордена Святого Духа маркиз де Кастр и первый президент города Клари, с которыми Фонвизин провел зимние месяцы в увеселениях.
Путешественник посвящал много времени ученым занятиям, благо услуги преподавателей во Франции были дешевы, как нигде в мире, ибо в стране, где должности продавались, мало кто считал нужным тратить время и деньги на получение ставшего бесполезным специального образования. По мнению Фонвизина, практика веналитета привела к тому, что в королевстве, гордившемся своим культурным первенством и предоставлявшем широчайшие возможности для просвещения, в дворянской среде в больших городах царило крайнее невежество, какого нельзя было встретить даже у помещиков в русской провинции. Местное духовенство поддерживало свой авторитет, распространяя самые дикие суеверия, те же французы, которые смогли свергнуть духовную тиранию, впадали, по мнению консервативно настроенного писателя, в другую крайность — новую философию, преисполнявшую их атеистической гордыней.
Главной заботой Фонвизина было изучение местных законов, которые безусловно превосходили российские, но из-за тотальной коррумпированности администрации фактически не работали и в судах так же царило право сильного, с той разницей, что французы соблюдали внешние формальности, тогда как в России судопроизводство все ещё носило феодальный характер расправы. Он порицает свойственные французам легкомыслие и пустословие и не считает достоинством их общеизвестное умение складно и изящно выражаться по любому поводу, ибо суждения большинства из них крайне поверхностны и сводятся к готовности бездумно поддержать все, что произносит собеседник, отчего происходит повсеместный обман, которого никто и не думает стыдиться.
В письме сестре Фонвизин замечает, что «белье столовое во всей Франции так мерзко, что у знатных праздничное несравненно хуже того, которое у нас в бедных домах в будни подается. Оно так толсто и так скверно вымыто, что гадко рот утереть», а на вопрос, как можно пользоваться за столом грязными салфетками, французы отвечали, что их ведь не едят, а значит, и стирать их незачем. Восхищенный тонкостью кружевных манжетов, путешественник попросил показать сами рукава, и оказалось, что местные щеголи из экономии пришивали кружево к рубашкам из какой-то дерюги, а на недоуменный вопрос заявляли, что под камзолами грубое полотно все равно не видно. Такая же экономия господствовала и за столами даже в богатых домах, где хозяева в отсутствие гостей обедали прямо на кухне, и в прочих расходах, поэтому быт и одежда приезжих русских дворян, отнюдь не богачей, вызывали восхищение и зависть.
После двухмесячного пребывания в Монпелье русские через Сет отправились в Тулон и Марсель, где в помощь американским повстанцам снаряжался флот Леванта, и морская столица Прованса показалась Фонвизину гораздо лучше и удобней Лиона с его «чертовски плохими» гостиницами. Со средиземноморского побережья чета Фонвизиных отправилась на север через Экс, папский Авиньон, Оранж, Валанс и Вьен до Лиона, а оттуда через Макон, Шалон, Дижон, Осер, Санс и Фонтенбло супруги вечером 20 февраля (3 марта) приехали в Париж.

## Париж
На следующий день по приезде Фонвизина лично навестил посол князь Барятинский, который повез путешественника к обосновавшейся в городе русской аристократии: графине Шуваловой, Строганову, Разумовскому и прочим, коих во французской столице обнаружилось множество. По словам Фонвизина, русские дворяне жили в Париже «как одна семья», не соблюдая положенного на родине чинопочитания, и, подобно французам, проводили все время за игрой и охотой за прекрасным полом. Автор писем весьма хвалит столичные театры, где в то время выступало несколько прекрасных актёров, а из значительных событий рассказывает о нашумевшей дуэли королевского брата графа д'Артуа с герцогом де Бурбоном и приезде Вольтера, которому оказывали небывалые почести и премьеру чьей новой пьесы «Ирена, или Алексис Комнин» Фонвизин посетил, а ближе имел возможность рассмотреть знаменитого старца на собрании в Академии наук. Сам он решил прослушать курс экспериментальной физики у Бриссона и свел знакомство с местными литераторами, о которых, будучи чиновником и русским барином, имевшим поверхностное представление о природе литературного заработка, составил себе крайне нелестное мнение, как о людях безмерно тщеславных, завистливых и алчных. При этом он опровергает ходившее среди русских убеждение, что Париж наводнен голодными учеными, и пишет, что настоящие местные специалисты, а не шарлатаны, готовы ехать в Россию лишь за очень хорошие деньги.

Здесь нет ни одного ученого человека, который бы не имел верного пропитания, да к тому же все они так привязаны к своему отечеству, что лучше согласятся умереть, нежели его оставить. Сие похвальное чувство вкоренено, можно сказать, во всем французском народе. Последний трубочист вне себя от радости, коли увидит короля своего; он кряхтит от подати, ропщет, однако последнюю копейку платит, во мнении, что тем пособляет своему отечеству. Коли что здесь действительно почтенно и коли что всем перенимать здесь надобно, то, конечно, любовь к отечеству и государю своему.— Письмо к сестре. Париж, апреля 1778
При этом моральный облик парижан и их эгоистичный образ жизни Фонвизину крайне не нравились, в целом же, по его мнению, чужестранцев в Париж привлекали две вещи: спектакли и девки, из которых он отдельно останавливается на тех, что назывались просто les filles — «непотребные девки, осыпанные с ног до головы бриллиантами», ездившие в самых роскошных экипажах и открыто заседавшие в театральных ложах со своими любовниками. По словам автора писем, из-за этой моды благородные дамы вовсе перестали носить бриллианты, чтобы не походить на дорогих куртизанок.
К концу лета Фонвизины перебрались из «Содома и Гомора» в загородный дом между Елисейскими полями и Булонским лесом. До некоторой степени писателя примирило с Парижем знакомство с местными авторами, из которых он выделяет как людей более или менее благородных Жана-Франсуа Мармонтеля и Антуана Леонара Тому, чьё «Слово похвальное Марку Аврелию» в переводе Фонвизина было анонимно издано в Петербурге в 1777. Русский автор вместе с американским полномочным министром «славным Франклином» был с почётом принят в собрании парижских литераторов, о чем сообщалось в газетах. Редактор «Энциклопедии» Жан Лерон д'Аламбер произвел весьма неприятное впечатление («я воображал лицо важное, почтенное, а нашел премерзкую фигуру и преподленькую физиономию»).
Познакомиться с Руссо, которым была увлечена его сестра, Фонвизину не удалось, хотя ему и «обещали показать этого урода», но в июле того года знаменитый писатель скончался и смерть его немедленно обросла анекдотическими подробностями, которые Фонвизин сообщал своим корреспондентам.

## Ахенское послание
Свои французские впечатления Денис Фонвизин резюмирует в пространном письме генералу Панину, направленном уже с имперской территории из Ахена 18 (29) сентября 1778. Еще в парижском письме от 20 (31) марта он сообщал своему корреспонденту, что проехал Лангедок, Прованс, Дофине, Лион, Бургонь и Шампань, из которых первые две провинции являются житницами королевства, и при этом был удивлен бедственным, сравнительно с Россией, положением крестьян, а на каждой почте его карету окружала толпа нищих, просивших даже не денег, а куска хлеба, из чего автор письма делает вывод, что «и посреди изобилия можно умереть с голоду». Главной причиной такого положения он считает неограниченность собираемой подати, что превращает земельную собственность в фикцию.
Давая французам общую характеристику, Фонвизин признает, что при чудовищном нравственном разложении остается в них «доброта сердечная», злопамятность редка, а пороки не глубоко вкоренены, но именно потому, что присущее этой нации непостоянство не позволяет всецело отдаться ни добродетели, ни пороку, а потому к ней вполне применимы слова Проспера Кребийона criminel sails penchant, vertueux sans dessein («преступный без склонности, благородный без намерения»).
Рассудка француз не имеет и иметь не желает, заменяя его поверхностным остроумием, которое использует для поиска развлечений и добывания денег, которые для этого потребны, острота же, не направляемая рассудком, способна лишь на создание мелочей, в чем французы и взяли верх над прочими народами».

Обман почитается у них правом разума. По всеобщему их образу мыслей, обмануть не стыдно; но не обмануть — глупо. Смело скажу, что француз никогда сам себе не простит, если пропустит случай обмануть хотя в самой безделице. Божество его — деньги. Из денег нет труда, которого б не поднял, и нет подлости, которой бы не сделал. К большим злодеяниям неспособен. Самые убийцы становятся таковыми тогда только, когда умирают с голоду; как же скоро француз имеет пропитание, то людей не режет, а довольствуется обманывать.— Письмо П. И. Панину. 18 (29) сентября 1778, Ахен
Философов он также обвиняет в корыстлюбии, а Жана Лерона д'Аламбера и Дени Дидро прямо называет шарлатанами и в качестве примера алчности рассказывает, как литераторы во главе с д'Аламбером и Мармонтелем осадили приехавшего в Париж полковника Неранчича, брата фаворита Семёна Гавриловича Зорича, человека совершенно необразованного, но через которого французы надеялись добиться милостей от русского двора.
Затем Фонвизин нападает на атеизм философов, духовенство, которое ради корысти воспитывает в невежестве даже членов королевской семьи, и прикладной характер французского воспитания в целом, как лишенный «генерального плана».
Большинство дворян прозябает в крайней бедности и поразительном невежестве, и ни дворянское звание, ни орден Святого Людовика не мешают им ходить по миру. Все, кроме знатных и богатых, невзирая на сословную гордость, почитали бы за счастье устроиться гувернерами к детям русской знати, и причиной столь бедственного положения благородного сословия автор считает майорат, который, впрочем, превратил церковную верхушку в преданную короне корпорацию, состоящую почти сплошь из аристократии и ведущую самый непотребный образ жизни.
Французы имеют формальные свободы, которых лишены русские, но, по мнению Фонвизина, в действительности являются рабами произвола властей и не располагают вольностью фактической, которая есть в России, где налоговое бремя не столь жестоко и произвольно. Упоминает Фонвизин и о печально известных les lettres de cachet, ставших символом королевского деспотизма, которому стараются подражать министры и фавориты. В провинции, где население всецело зависит от королевского интенданта, все еще хуже: каждый чиновник, купивший эту высокую должность, первым делом захватывает хлебный откуп и устанавливает свои цены.
Вся столица огорожена таможнями и пошлина на ввоз может равняться стоимости товара. Поскольку по обычаю нельзя собирать пошлину там, где присутствует монарх, король уже несколько лет доезжает только до городской решетки, но в сам Париж не входит, так как «по контракту отдал его грабить государственным ворам», а сам живёт в Версале, куда его сослали откупщики.
Продажа должностей есть форменное бедствие, искоренить которое уже нет никакого способа, армейская дисциплина такова, что присутствовавшие на маневрах иностранные офицеры, в том числе русские генерал-майор князь Долгоруков и полковники Бибиков и Неранчич не могли удержаться от смеха при виде того, как маркиз де Шатле несколько раз подъезжал к строю и просил успокоиться солдат, шумно и с хохотом обсуждавших свои личные дела.
В судебных тяжбах царит такой же произвол, как и в России, с той разницей, что к несправедливости добавляются ещё и значительные судебные издержки. Правда, что французские стряпчие намного превосходят красноречием безграмотных русских коллег, но их ораторское искусство служит скорее развитию французского языка, чем торжеству справедливости.
Парижская полиция славится по всей Европе, тем не менее, город тонет в нечистотах, в домах часто грабят и режут, а огромные деньги, которые полицейский префект тратит на шпионов, далеко не окупаются результатами их работы. «Число мошенников в Париже несчетно. Сколько кавалеров св. Людовика, которым, если не украв ничего выходят из дому, кажется, будто нечто свое в доме том забыли!». В результате нищета вкупе со всеобщей развращенностью сводит на нет действенность самых суровых законов.
Единственное, что во Франции процветает, это фабрики и мануфактуры, и по части производства модного товара французы превосходят всех, но даже это приводит лишь к порче и развращению нравов, вводя людей в ненужные расходы. В качестве примера автор приводит анекдот про Марию Антуанетту, пославшую матери свой портрет в новомодном наряде, который императрица вернула со словами, что вместо изображения французской королевы ей, вероятно по ошибке, доставили портрет какой-то оперной актрисы. Королева поначалу смутилась, но придворные льстецы быстро убедили ее в том, что императрица слишком набожна, а у Венского двора дурной вкус.

## Мнения и оценки
Дореволюционные демократически настроенные авторы считали данную Фонвизиным негативную оценку французской жизни нападками, продиктованными националистическим чувством, «славянофильским» шовинизмом и «квасным патриотизмом». Первый биограф Фонвизина князь Пётр Андреевич Вяземский в 1848 году сообщает, что письма к графу Панину довольно широко известны и «пользуются у нас большим уважением, которое мы никак разделить не можем». Среди пространных рассуждений общего характера, Вяземский замечает, что:

Путешествие для ума любопытного и наблюдательного есть род практического учения, из коего возвращается он с новыми сведениями, с новыми испытаниями и, так сказать, переработанный действием разнообразных впечатлений.
Но для сего нужно иметь ум космополитный, который легко уживался бы на почвах, ему чуждых, в стихиях, ему равнородных. Умы, так сказать, слишком заматерелые, от оригинальности своей или самобытности односторонние, перенесенные в климат им чуждый, не заимствуют ничего из новых источников, раскрывающихся пред ними, не обогащаются новыми пособиями, не развиваются, а, напротив, теряют свежесть и силу свою, как растение пересажденное, которому непременно нужна земля родины, чтобы цвести и приносить плоды.— П. А. Вяземский, с. 75
К последнему типу он склонен относить Фонвизина, хотя содержащиеся в письмах жесткие оценки политического положения считает справедливыми, поскольку их правота была доказана произошедшей спустя десятилетие революцией, но мнения о французской жизни и знаменитых писателях находит полными желчи и даже исступления. Упреки в адрес д'Аламбера он считает клеветой, так как всей Европе было известно, что Екатерина II безуспешно приглашала последнего на должность воспитателя наследника с ежегодным окладом в 100 000 рублей и возможностью приехать в Петербург со всеми приятелями.
Мнению Фонвизина Вяземский противопоставляет цитату из письма Эдуарда Гиббона мачехе от 12 февраля 1763, в котором англичанин в ответ тем, кто жалуется на фривольность французов, пишет, что за две недели пребывания в Париже видел больше литераторов среди людей comme il faut, чем за три зимы в Лондоне, а в оценке Дидро предпочитает опираться на суждение его доброй знакомой княгини Екатерины Романовны Дашковой. Наконец, он ссылается на Николая Михайловича Карамзина, который согласен с Фонвизиным только в том, что Париж утопает в нечистотах.
Ряд упреков французам Фонвизин просто позаимствовал из сочинения Шарля Пино Дюкло «Рассуждение о нравах этого века», что легко доказывается сличением текстов, да и в «Недоросле» один внимательный критик обнаружил цитаты из Жана де Лабрюйера и Луи Александра де Ларошфуко.
В заключение этой темы Вяземский сожалеет, что не сохранились письма Фонвизина с подробными сообщениями о графе Сен-Жермене, которым генерал Панин интересовался отдельно; такие письма были и Вяземский знал людей, их читавших, но, как он полагает, эти ценные свидетельства погибли при пожаре Москвы в 1812 году.
В период советской культурной самоизоляции и борьбы с низкопоклонством перед Западом считалось, что «галломания была бедствием для России. Она наносила огромный урон молодой национальной культуре, мешала развитию национальных форм самосознания. Борьбу с галломанией развернули просветители 60-х годов, и Фонвизин своим «Бригадиром» включился в нее». Кроме этого советские исследователи полагали, что Фонвизин, живописуя ужасы французского деспотизма, намекал на такие же деспотические порядки у себя на родине. В. Н. Антонов, поддерживая эту точку зрения, также отстаивает тезис о недовольстве писателя засильем иностранцев (условных «немцев») вообще (собственно, и к полякам, и к немцам Фонвизин в «Письмах» тоже относится предвзято).
Станислав Борисович Рассадин считает, что «взгляд Фонвизина не искал нетерпеливо французской 
вольности, не слишком огорчился, не найдя, и, главное, не стал от этого пристрастнее взирать на отечественное рабство. (…) Ему непременно надобно было, чтобы Франция не оказалась земным раем, а когда так и 
вышло, то он возликовал, как человек, опытным путем подтвердивший свое великое открытие». Предвзятость комедиографа Рассадин, в отличие от Вяземского, определяет не как наследие прошлого, традиционного уклада, неспособного к восприятию нового, но как предвосхищение будущего, одно из первых, пока еще индивидуальных, проявлений начавшегося в то время «мощного роста национального самосознания», на начальном этапе своего становления совпадавшего с самосознанием государственным.
Важной задачей «Писем» Макогоненко считает «создание нового слога» путем преодоления ломоносовской «теории трех штилей», признавая при этом, что автор для достижения своей цели обильно использовал галлицизмы и кальки с французских речевых оборотов. С этой точки зрения достижением Фонвизина был отказ от нормативного ломоносовского барочного синтаксиса немецко-латинского типа с глаголом на конце предложения и сложными периодами ради достижения большей динамики и выразительности.

## Комментарии
1. ↑  Три сохранившихся письма к Я. И. Булгакову свидетельствуют о финансовых затруднениях автора к концу поездки, но литературного интереса не представляют
2. ↑  «Вестник Европы» № 7, с. 161—175,  № 8, с. 241—261, № 9, с. 3—22
3. ↑  Мармонтеля в последнем письме к Панину Фонвизин также обзывает «вралем», после чего единственным достойным уважения французским литератором остается Тома. Станислав Рассадин полагает, что это не просто совпадение (Рассадин, с. 150)
4. ↑  Макогоненко специально отмечает презрение Фонвизина к д'Аламберу и Дидро, выпрашивавшим деньги у Екатерины II, и его уважение к Руссо, который чуть ли единственный отказался иметь дело с русской императрицей (Макогоненко (1950), с. 459—460). Станислав Рассадин, писавший в более либеральные времена, допускает, что Руссо избежал хулы со стороны русского вояжера, потому что Фонвизин не успел познакомиться с ним лично (Рассадин, с. 151)
5. ↑  Какими вольностями пользовалось большинство населения России, состоявшее из крепостных крестьян, автор не поясняет, зато известно, что в Карлсбаде от крепостника Фонвизина сбежал холоп Сёмка, «проголосовав ногами» против российских вольностей (Рассадин, с. 149), а Георгий Плеханов пришел к выводу, что русский комедиограф и владелец тысячи с лишним душ имел в виду экономическое положение отечественных крестьян, забывая, что юридически они мало чем отличались от рабов (там же)
6. ↑  Ср. мнение Белинского о «Письмах»: «Читая их, вы чувствуете уже начало французской революции в этой страшной картине французского общества, так мастерски нарисованной нашим путешественником» (Белинский В. Г. ПСС, т. VII. — М., 1955. — С. 119)